# Anaut
Anaut és un banda espanyola de rock i música americana.

## Història
La banda va aparèixer per primer cop el 2013 com un projecte personal del músic madrileny Alberto Anaut, que es va començar a formar en teoria musical i guitarra des dels vuit anys, el 2005, Anaut es va llicenciar en comunicació audiovisual per la Universitat Carles III de Madrid i, el 2013, en guitarra jazz pel Conservatori d'Amsterdam. És durant aquesta estada a la capital holandesa quan funda el grup amb vuit músics procedents d'Espanya, Itàlia i Països Baixos.
La banda va realitzar el debut discogràfic el 2013 amb la publicació de l'àlbum 140. L'enregistrament va ser finançat per micromecenatge i presentat a la sala Caragol de Madrid el 6 de juny. El grup va rebre molt bones crítiques i va ser seleccionat pel programa "Girant per sales" (GPS) del Ministeri de Cultura, que el va embarcar en una extensa gira per Espanya. El novembre de 2014 van presentar el senzill When your days grow long al Cafè Central de Madrid amb set nits seguides d'entrades esgotades. Al llarg de 2014 i 2015, el grup va participar en festivals com l'Enclavament d'Aigua (Soria), el Festival Sonorama (Aranda de Duero), el Jazzaldia (Sant Sebastià) o el Festival Lavapies Divers (Madrid).
Entre el juny i el setembre de 2015, la banda va tornar als estudis per enregistrar l'àlbum Time Goes On. Les sessions es van dur a terme, de manera analògica, entre els estudis Funkameba de Madrid i els estudis Brazil de Rivas-Vaciamadrid i van comptar amb la col·laboració de fins a setze músics, entre els quals Jon Cleary i Antonio Serrano. L'àlbum, que va sortir a la venda el 2 de febrer de 2016, incloïa dotze temes de creació pròpia on la banda aprofundeix en la música d'arrel americana a la vegada que incorpora influències del folk i el rock. Time Goes On va ser presentat oficialment per primera vegada en un concert a la sala Joy Eslava de Madrid el 23 d'abril de 2016.
Time goes on va rebre els següents guardons:
- Premi MIN al millor àlbum de músiques del món.

- Premio POP Eye al millor àlbum de música negra.

El seu tercer LP, Hello There, es va publicar el 27 de febrer de 2018 i es va presentar al teatre Barceló de Madrid, l'abril del mateix any.
Al disc, l'ara quartet reforma la barreja d'influències de soul, r&b, folk i rock tot afegint altres elements sonors per a trobar un so únic i personal.

## Membres
- Alberto Palacios Anaut (veu i guitarres)
- Gabri Casanova (teclats)
- Javier Geras (baix i cors)
- Javier Skunk (bateria i cors)

## Discografia

### Àlbums
- 140 (2013)
- Time Go On (2016)
- Hello There (2018)

### Senzills
- When your days grow long (2014)